# 2012 год в Канаде
2012 год в истории Канады.

## События с датами

### Январь
- 26 декабря 2011 года — 5 января — в Калгари и Эдмонтоне прошёл чемпионат мира по хоккею с шайбой среди молодёжных команд 2012. Победителем стала команда Швеции.

### Июнь
С 8 по 10 июня в Монреале на автодроме имени Жиля Вильнёва прошёл Гран-При Канады. Победителем гонки стал Льюс Хэмилтон из команды Макларен, призёрами — Ромен Грожан из команды Лотус и Серхио Перес из команды Заубер.

## Персоналии

### Скончались
- 2 января — Иан Бардж (р.1935), британско-канадский джазовый пианист, шотландского происхождения
- 3 января — Йозеф Шкворецкий, канадский и чешский писатель, переводчик и публицист
- 15 января — Ричард Бейдер (р.1931), квантовый химик
- 19 января — Сара Бёрк (р.1982), фристайлистка
- 14 апреля — Эмиль Бушар (р.1919), хоккеист
- 11 июня — Энн Разерфорд (р.1917), канадо-американская актриса
- 13 сентября — Питер Лохид (р.1928), адвокат и политик
- 30 сентября — Барбара Энн Скотт (р.1928), фигуристка
- 12 ноября — Михаил (Гринчишин) (р.1929), экзарх Франции Украинской грекокатолической церкви
- 20 декабря — Альбер Рено (р.1920), хоккеист и тренер